# Elisabeth von Kärnten

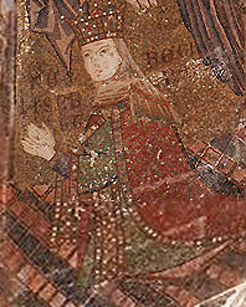
Elisabeth von Kärnten

Elisabeth von Kärnten (italienisch Elisabetta di Carinzia) (* 1298 in Klagenfurt am Wörthersee; † 1352 in Catania) war eine einflussreiche Königin und ein Mitglied der königlichen Familie im Königreich Sizilien.

## Leben
Elisabeth von Kärnten, geboren 1298, war die zweite Tochter von Otto III. von Kärnten, der gemeinsam mit seinem jüngeren Bruder Heinrich von Kärnten, Tirol, die Markgrafen von Krain und Savinja regierte. Ihre Mutter war Euphemia von Schlesien-Liegnitz. Otto und Euphemia hatten keine männlichen Erben. Es ist nichts über Elisabeths frühes Leben vor ihrer Heirat bekannt.
Da ihr Vater starb, als sie 12 Jahre alt war, ist es sehr wahrscheinlich, dass sie ihre Jugendzeit unter der Anleitung ihres Onkels Heinrich von Böhmen verbrachte und dass ihre Ehe durch dessen Hilfe arrangiert wurde.
Elisabeths Familie, das Haus Görz, war ein überzeugter Anhänger des Kaisers im Kampf gegen das Papsttum. Im 13. Jahrhundert waren sie treue Verbündete der Hohenstaufen gegen die Spanheimer Herzöge von Kärnten, die sich für das Papsttum einsetzten. Ihr Vater und ihr Onkel waren Halbbrüder von Conradin, dem letzten Hohenstaufen-Spross. Sie heiratete Peter II. von Sizilien am 23. April 1322 in Catania. Zwischen 1348 und 1352 war sie Regentin von Sizilien.
Sie hatte mit ihrem Mann mehrere Kinder. Im Jahr 1352 erlag sie der Pest und starb im Alter von 54 Jahren.